# Igelkottsginstsläktet
Igelkottsginstsläktet (Erinacea) är ett växtsläkte i familjen ärtväxter med två arter från sydvästra Europa och Afrika. Igelkottsginst (E. anthyllis) odlas ibland som trädgårds- eller krukväxt.